# Костово-Слободка
Костово-Слободка (латыш. Kostava-Slabada) — деревня в Печорском районе Псковской области России. Входит в состав сельского поселения «Лавровская волость».
Расположена на юго-востоке волости, в 15 км к юго-востоку от волостного центра, деревни Лавры и в 50 км к югу от райцентра, города Печоры. В 3,5 км к западу проходит граница c Латвией.
C 1920 до 1944 гг. входила в состав Яунлатгальского (Абренского) уезда Латвии.

## Население
Численность населения деревни по оценке на конец 2000 года — 21 житель.
| 2001 | 2002 | 2010 |
| ---- | ---- | ---- |
| 21   | →21  | ↘20  |